# ダラス・テキサンズ (NFL)
ダラス・テキサンズは、1952年に1年だけ、NFLに所属していたアメリカン・フットボールチームである。

## 歴史
1951年のオフに、経営難に陥っていたニューヨーク・ヤンクスのチームの権利をリーグが買い上げ、ダラスの若い富豪のグループにその権利を売却した。権利を購入したグループはチームをダラスに移転させ、「ダラス・テキサンズ」と命名した。ダラス・テキサンズの誕生により、テキサス州は初めて4大スポーツのプロチームを持つこととなった。テキサス州は、大学のアメリカンフットボールが盛んな地域であるので、NFLのチームが馴染みやすい土壌であると考えられていたが、シーズンが始まると、7万5千人収容のスタジアムで1万人強しか観客を動員できない試合が続いた。このことが露見すると、富豪グループはチームの経営から撤退することを決定し、5試合を残した時点でチームをリーグに返上した。
リーグはその後、テキサンズを購入するスポンサーを探したが、見つからず、1952年シーズン終了後にチームの解散を一旦決定した。この決定から暫くして、ボルチモアのグループがNFLへの参入を希望したので、テキサンズの残存権利（選手保有権を含む）を与える形で参入を許可した。新しいチームはボルチモアに本拠地を構え、「ボルチモア・コルツ」（現インディアナポリス・コルツ）と命名した。この名前は1950年までボルチモアを本拠地とし、解散したチームと同名の名前にしたものである。なお、ダラス・テキサンズ所属の選手の多くがそのままコルツに所属したが、コルツはあくまでも拡張チームとして扱われ、コルツとテキサンズは公式記録としては別チームとして扱われている。
また、テキサンズの消滅により、1960年にNFLでダラス・カウボーイズ、AFLでダラス・テキサンズ（現チーフス）が誕生するまで、ダラスはプロフットボールチームを失うことになった。

## シーズン成績
| 年   | 勝 | 敗 | 分 | 順位           |
| ---- | -- | -- | -- | -------------- |
| 1952 | 1  | 11 | 0  | ナショナルC6位 |